# Kanton Lyon-X
Kanton Lyon-X (francouzsky Canton de Lyon-X) je francouzský kanton v departementu Rhône v regionu Rhône-Alpes. Zahrnuje část 7. městského obvodu města Lyonu.